# Morhunivka, Novomîrhorod
Morhunivka (în ucraineană Моргунівка) este un sat în comuna Jovtneve din raionul Novomîrhorod, regiunea Kirovohrad, Ucraina.

## Demografie
Componența lingvistică a localității Morhunivka
     Ucraineană (100%)
Conform recensământului din 2001, toată populația localității Morhunivka era vorbitoare de ucraineană (100%).